# Kate ter Horst
Kate ter Horst (Ámsterdam, 6 de julio de 1906 - Oosterbeek, 21 de febrero de 1992) fue una ama de casa y madre holandesa que atendió a los soldados aliados heridos y muertos durante la batalla de Arnhem, dentro de la Operación Market Garden, del 17 al 25 de septiembre de 1944. Sus pacientes británicos la conocían como el «Ángel de Arnhem».

## Biografía
Llamada antes de su matrimonio Kate Anna Arriëns, era hija de Pieter Albert Arriëns y Catharina Maingay. Se casó con Jan ter Horst, un abogado de Róterdam, con quien tuvo seis hijos. Una de sus hijas, Sophie, reside aún en la casa familiar en Oosterbeek.

## Segunda Guerra Mundial
Durante la operación Market Garden, la Primera División Aerotransportada británica saltó en paracaídas para capturar el puente de Arnhem, pero fueron rechazados por el ejército alemán. El capitán Martin pidió a los Ter Horst permiso para establecer un puesto de socorro en su casa en el Benedendorpsweg de Oosterbeek.
Durante los ocho días de combates, Ter Horst atendió por sí misma y sin más ayuda que la de su familia a unos 250 paracaidistas británicos heridos y a sí misma. Algunas de sus acciones más famosas en el cuidado de las tropas británicas eran caminar alrededor de su casa leyendo la Biblia a los soldados moribundos y buscar agua en los lugares más inesperados (como la caldera y aseo) cuando la casa estaba en el centro del conflicto. Sra. Ter Horst escribió acerca de estas experiencias en un libro llamado Nube en Arnhem. 
En noviembre de 1947, su hijo mayor, Pieter Albert, murió al explotar una mina antitanque abandonada en una pradera cercana al Rin. En 1980, el embajador británico en los Países Bajos condecoró a Kate y su marido como miembros honorarios de la Orden del Imperio Británico. Kate murió en un accidente en 1992, mientras que Jan murió a la edad de 98 años en 2003.
Kate protagonizó Theirs is the Glory, una película rodada directamente después de la guerra sobre la batalla de Arnhem en la que muchos supervivientes representaron sus papeles reales. En la película Un puente lejano su personaje es interpretado por Liv Ullmann.